# 闾毗
闾毗（?—?），北魏大臣，柔然人。大檀可汗亲属，父亲郁久閭辰。
北魏太武帝时，携弟妹逃奔北魏。妹妹选入东宫。太平真君元年（440年），生下文成帝拓跋濬，即恭皇后。太安二年（456年）闾毗为平北将军，赐爵河东公。同年，闾毗加侍中，进河东王，征东将军，平尚书事。子弟十余人被封为王、公、侯、子。死后追赠太尉。和平二年（461年）四月闾毗去世，追贈太尉之位，子閭惠嗣後。

## 延伸阅读
[在维基数据编辑]
 《魏書/卷83上》，出自魏收《魏书》